# Pacinonion
Pacinonion es un género de foraminífero bentónico de la subfamilia Astrononioninae, de la familia Nonionidae, de la superfamilia Nonionoidea, del suborden Rotaliina y del orden Rotaliida. Su especie tipo es Astrononion novozealandicum. Su rango cronoestratigráfico abarca desde el Eoceno superior hasta la Actualidad.

## Clasificación
Pacinonion incluye a las siguientes especies:
- Pacinonion minutus
- Pacinonion novozealandicum
- Pacinonion poriensis
- Pacinonion reefi